# Helge Eriksson
Karl Helge Eriksson, född 26 augusti 1895 i Stockholm, död 8 februari 1952 i Katarina församling i Stockholm, var en svensk musiker (fiol). Han var verksam under artistnamnet Fiol-Pelle och var en av medlemmarna i Svenska Bondkapellet. Eriksson är begravd på Skogskyrkogården i Stockholm.

## Skivinspelningar i urval
- Altunavalsen, med Jularbo Kalle
- Den farliga månen, med Jularbo Kalle dragspel, Helge Eriksson fiol
- Gillingehambo, med Jularbo-Kalle
- I granskogen, med Jularbo Kalle dragspel, Helge Eriksson fiol
- Hammarforsens brus, med Jularbo-Calle
- Drömmen om Elin, med Karl Karlsson Jularbo - Helge Eriksson
- Larviksvalsen, med Karl Karlsson Jularbo, Konrad Magnusson och Helge Eriksson
- Livet i finnskogarna, med Karl Karlsson Jularbo - Helge Eriksson
- Dans i Rekebo, med Karl Karlsson-Jularbo, Fritz Lundblad, Helge Ericsson
- För dig och mig, med Carl Jularbo, Carl Gylling